# 밤의 히트 스튜디오
밤의 히트 스튜디오(일본어: 夜のヒットスタジオ 요루노힛토스타지오[*])는 후지 TV에서 방송했었던 음악 프로그램이다. 통칭은 요루히트(夜ヒット)이다. 밤의 히트 스튜디오라는 이름으로, 1968년 11월 4일부터 1985년 3월 25일까지 방송되었고, 밤의 히트 스튜디오 DELUXE라는 이름으로, 1985년 4월 3일부터 1989년 9월 27일까지 방송되었다. 또한, 밤의 히트 스튜디오 SUPER라는 이름으로 1989년 10월 18일부터 1990년 10월 3일까지 방송되어 프로그램은 폐지되었다. CS 방송 스카이 퍼펙트 커뮤니케이션!와 스카파 e2의 후지 TV ONE에서 재방송을 행하고 있지만, 현재 재방송을 중지하고 있다.

## 개요
1968년 11월 4일부터 1990년 10월 3일까지 약 22년 간 생방송된 장수 프로그램의 하나이다. 1970년대 전반까지는 가요 버라이어티라는 취지로, 1970년대 후반 이후 TV 출연에 소극적이었던 뉴 뮤직 락계 아티스트, 인기 배우, 해외 아티스트 등을 출연시켰다. 22년간 소개 된 곡은 대체로 13,000곡이며, 출연 아티스트는 1,000명이 넘는다.

## 같이 보기
- 더 베스트텐